# ديلون بارنز
ديلون بارنز (بالإنجليزية: Dillon Barnes)‏ (8 أبريل 1996 في المملكة المتحدة - ) هو لاعب كرة قدم بريطاني في مركز حراسة المرمى.

## وصلات خارجية
- ديلون بارنز على موقع قاعدة بيانات كرة القدم.إي يو (الإنجليزية)
- ديلون بارنز على موقع ناشيونال فوتبول تيمز (الإنجليزية)
- ديلون بارنز على موقع Soccerbase.com (لاعب) (الإنجليزية)
- ديلون بارنز على موقع Soccerway.com (الإنجليزية)
- ديلون بارنز على موقع عالم كرة القدم.نت (الإنجليزية)